# Bulbophyllum sensile
Bulbophyllum sensile là một loài phong lan thuộc chi Bulbophyllum.